# 機靈小和尚
《一休和尚》（一休さん）是一部以日本室町時代特立獨行的禪宗僧人一休童年為主角的電視動畫，東映動画出品，於1975年10月15日到1982年6月28日於日本NET電視台（今朝日電視台）播出，共296集，歷時8年之久，獲得日本中央兒童福祉審議會推薦。動畫描寫一休在安國寺出家修行的童年時代。故事裡，一休總是能以過人的機智解决複雜的難題。動畫相當受日本、泰國、中国大陸等地的兒童歡迎，他在思考時盤坐用手指在头顶打转的樣子也廣受模仿。
動畫中的一休，與真實歷史中的一休相差甚大；例如一休其實是25歲以悟道詩才獲得了「一休」之名，他在安國寺修行時名叫「周建」。動畫內容只有少部分依照流傳於民間的一休生平傳說《一休咄》；而大部分內容是東映動畫編劇組所編之原創故事，以及套用其他高僧公案或東西方各國的機智故事。

## 劇情
描述一休幼年時期以智慧及悟性為市井小民解決困難、鋤強扶弱的真實故事。故事發生在室町幕府時期。曾經是皇子的一休因故不得不與母親分開，到安國寺當小和尚，並且在日常生活中運用他的聰明機智解決無數的問題。

## 主要人物
| 角色 | 日語配音                                       | 國語配音                             | 粵語配音                               | 介紹 |
| 安國寺 |                                                |                                      |                                        | |
| 一休 | 藤田淑子                                       | (台)敖冰欣 許淑嬪（暫代） (中)李韞慧 | 沈小蘭                                 | 後小松天皇之子，童年時代在安國寺修行。 |
| 紗代（さよちゃん） 中译：小叶子 台譯：小妍妹妹 港譯：小夜妹妹                                                 | 桂玲子                                         | 鄧常蘭 台呂佩玉                      | 蔡惠萍                                 | 按照原文翻譯，翻作「小夜」最宜，雖說紗代亦無不可，但一般日本古代百姓而言，甚少可能會取「紗代」這種名門貴族的富家小姐名字。                           |
| 秀念（しゅうねん） 台譯：修念                                                                                 | 長谷弘夫                                       | (台)正升 (中)陈大千                  | 陳永信                                 | 一休的大師兄 |
| 哲齊（てっさい） 台譯：悟念                                                                                   | 清水マリ第1話~第5話 神谷明第6話~第7話 井上和彦 |                                      |                                        | 一休的二師兄 |
| 陳念（ちんねん） 台譯：塵念                                                                                   |                                                |                                      |                                        | 一休的三師兄 |
| 默念（もくねん）                                                                                              | 鈴木富子                                       |                                      |                                        | 一休的四師兄 |
| 哲梅（てつばい） 台譯：哲念                                                                                   | 中野聖子                                       |                                      |                                        | 一休的五師兄 |
| 外鑑大師（外観和尚（がいかんおしょう） 中译：安国寺长老                                                       | 宮内幸平                                       | 方树桥 台官志宏                      | 周永光                                 | 安国寺住持，一休的師父。 |
| 吾作（ごさく） 中译：小叶子爷爷 台譯：吾作爺爺 港譯：吾作爺爺                                                 | 山田俊司                                       | 傅立白                               | 周永坤                                 | 紗代的爺爺。 |
| 桔梗屋 |                                                |                                      |                                        | |
| 桔梗屋利兵衛（ききょうや りへい） 中译：桔梗店老板 台譯：何老闆 港譯：桔梗號老闆                              | 緒方賢一                                       | 俞德元 台于正昇                      | 黃子敬                                 | 桔梗屋的老闆。 |
| 桔梗屋彌生（ききょうや やよい） 中译：弥生小姐 台譯：麗心小姐、麗心姑娘 港譯：彌生姑娘                        | 小山茉美 吉田理保子                            | 李舒燕 台呂佩玉                      | 雷碧娜                                 | 桔梗屋利兵衛的女兒。 |
| 幕府 |                                                |                                      |                                        | |
| 足利義滿（あしかがよしみつ） 中译：足利义满将军 台譯：洪將軍 港譯：足利義滿將軍，故事早期則只叫作「將軍大人」 | 山田俊司                                       | 陈大千 台于正昇、孫中台              | 劉宗郎（原配） 龔祖澤、 曾秉輝(重配版) | 室町幕府第3代將軍，統一日本的南北朝時代，建造了有名的金閣寺。歷史上，在一休童年安國寺修行時代，足利義滿實際早已落髮出家，而非幕府將軍之身。          |
| 蜷川新右衛門（にながわ しんえもん） 中译：新佑卫门 台譯：李武靖、總兵大人、李總兵 港譯：新右衛門              | 野田圭一                                       | 袁子文 台官志宏                      | 黃志成                                 | 足利義滿手下的武士，一休的好友。歷史上，他不是足利義滿手下的武士，而是其子足利義教手下的連歌師，他與一休的相識是在一休晚年，二人常一起雲遊巡錫修行。 |
| 其他 |                                                |                                      |                                        | |
| 五條露（ごじょう つゆ） 中译：露姬公主 台譯：露姬公主 港譯：露姬公主                                          | 白石冬美                                       | 王晓燕                               | 雷碧娜                                 | 是五条氏的千金，個性非常調皮。 |
| 伊予局（いよのつぼね） 中译：一休母亲 台譯：伊羽夫人 港譯：伊羽夫人                                           | 坪井章子 增山江威子                            | 石宝兰 台呂佩玉                      | 譚淑英                                 | 一休生母，日野中纳言的女儿，其父是花山院的家臣。 |
| 末姫（すえひめ） 中译：大内川子公主 台譯：虞姬公主 港譯：虞姬公主                                             | 增山江威子                                     |                                      |                                        | 大内氏千金，蜷川新右衛門的夢中情人。 |

## 主题曲

### 日語原版
| 曲別   | 曲名                      | 作曲       | 塡詞     | 編曲       | 主唱                       |
| 片頭曲 | 聪明的一休（とんちんかんちん一休さん）            | 宇野誠一郎 | 山元護久 | 宇野誠一郎 | 相內惠、ヤング・フレッシュ |
| 片尾曲 | 母亲大人（ははうえさま（母上様））              | 宇野誠一郎 | 元護久   | 宇野誠一郎 | 藤田淑子                   |
| 插曲   | 钟声嗒嗒响（鐘がゴーンと鳴りゃ）            | 宇野誠一郎 | 辻真先   |            | 藤田淑子                   |
| 插曲   | 晴天娃娃之歌/妈妈的爱（てるてる坊主の歌） | 宇野誠一郎 | 矢吹公郎 | 宇野誠一郎 | 増山江威子・藤田淑子       |

### 香港粵語改編版
| 曲別   | 曲名 | 作曲       | 塡詞   | 編曲   | 主唱                                                                              |
| 片頭曲 |      | 宇野誠一郎 | 湯正川 | 奧金寶 | 1980年麗的首播原唱版：華娃兒童合唱團（喃嘸獨白：黃宇詩） 1982年麗的重播版：阮令濤 |

## 各話列表
| 話數    | 中文標題                         | 日文標題                                                | 劇本              | 演出                | 作畫監督          |
| ------- | -------------------------------- | ------------------------------------------------------- | ----------------- | ------------------- | ----------------- |
| 第1話   | 晴天娃娃與小和尚                 |                                                         | 辻真先            | 矢吹公郎 今沢哲男   | 端名貴勇 石黒育   |
| 第2話   | 豆沙包與老鼠                     |                                                         | 辻真先            | 生頼昭憲            | 荒木伸吾 山口泰弘 |
| 第3話   | 機智問答與貓咪小玉               |                                                         | 山崎忠昭          | 新田義方            | 木暮輝夫 森下圭介 |
| 第4話   | 假名SHI與休息一下                |                                                         | 辻真先            | 古沢日出夫          | 石黒育            |
| 第5話   | 竹筍與擊退老虎                   |                                                         | 山崎忠昭          | 今沢哲男            | 端名貴勇          |
| 第6話   | 武士與千菊丸                     |                                                         | 辻真先            | 生頼昭憲            | 山口泰弘          |
| 第7話   | 猜謎問答與修行僧                 |                                                         | 辻真先            | 山本寛己            | 木暮輝夫          |
| 第8話   | 如來佛祖與草鞋                   |                                                         | 田代淳二          | 矢吹公郎            | 我妻宏            |
| 第9話   | 值得慶賀卻也母須慶賀             |                                                         | 辻真先            | 今沢哲男            | 端名貴勇          |
| 第10話  | 體面的衣服與感冒藥               |                                                         | 山崎忠昭          | 古沢日出夫          | 石黒育            |
| 第11話  | 魷魚乾與瘦青蛙                   |                                                         | 大川久男          | 永樹凡人            | 永樹凡人          |
| 第12話  | 被人遺棄的孩子與黑暗的烏鴉       |                                                         | 田代淳二          | 山本寛己            | 木暮輝夫          |
| 第13話  | 尿床的公主                       |                                                         | 山崎忠昭          | 生頼昭憲            | 山口泰弘          |
| 第14話  | 打哈欠與貓的碗                   |                                                         | 大川久男          | 古沢日出夫          | 石黒育            |
| 第15話  | 驚嚇到的馬與剪刀石頭布           |                                                         | 田代淳二          | 今沢哲男            | 端名貴勇          |
| 第16話  | 守財奴與唱歌的名人               |                                                         | 山崎忠昭          | 永樹凡人            | 永樹凡人          |
| 第17話  | 小便與打嗝                       |                                                         | 大川久男          | 山本寛己            | 木暮輝夫          |
| 第18話  | 小偷與地藏菩薩                   |                                                         | 辻真先            | 生頼昭憲            | 山口泰弘          |
| 第19話  | 破掉的酒壺與兩個母親             |                                                         | 大川久男          | 古沢日出夫          | 石黒育            |
| 第20話  | 媽媽的胸懷與兄弟吵架             |                                                         | 田代淳二          | 今沢哲男            | 端名貴勇          |
| 第21話  | 一休納豆與飢餓旅行               |                                                         | 田代淳二          | 矢吹公郎 遠藤勇二   | 木暮輝夫 石黒育   |
| 第22話  | 繩子的陷阱與不笑的哲齊           |                                                         | 辻真先            | 生頼昭憲            | 山口泰弘          |
| 第23話  | 爬樹與存放的錢包                 |                                                         | 田代淳二          | 永樹凡人            | 永樹凡人          |
| 第24話  | 說謊與懲罰                       |                                                         | 大川久男          | 古沢日出夫          | 石黒育            |
| 第25話  | 豆腐與將軍大人的鹿               |                                                         | 山崎忠昭          | 矢吹公郎            | 富永貞義          |
| 第26話  | 無形的謝禮與黃楊梳子             |                                                         | 田代淳二          | 遠藤勇二            | 木暮輝夫          |
| 第27話  | 桔梗屋何老闆與回憶往事           |                                                         | 辻真先            | 今沢哲男            | 端名貴勇          |
| 第28話  | 艱苦的修行與魔鬼和尚             |                                                         | 山崎忠昭          | 古沢日出夫          | 石黒育            |
| 第29話  | 月亮的倒影與麗心的未婚夫         |                                                         | 辻真先            | 山本寛己            | 進藤満尾          |
| 第30話  | 泥鰍和鰻魚與母親大人             |                                                         | 田代淳二          | 永樹凡人            | 永樹凡人          |
| 第31話  | 農民與長槍的比賽                 |                                                         | 大川久男          | 石黒育              | 富永貞義          |
| 第32話  | 七夕與媽媽的護身符               |                                                         | 田代淳二          | 生頼昭憲            | 山口泰弘          |
| 第33話  | 野蠻武士與臨終的水               |                                                         | 辻真先            | 古沢日出夫 寒竹清隆 | 木暮輝夫          |
| 第34話  | 踩高蹺與寶物                     |                                                         | 田代淳二          | 今沢哲男            | 端名貴勇          |
| 第35話  | 惡官員與鬧鬼的寺廟               |                                                         | 田村多津夫        | 古沢日出夫          | 石黒育            |
| 第36話  | 小小的蜆與大大的鼬鼠             |                                                         | 辻真先            | 石黒昇 吉田健次郎   | 富永貞義          |
| 第37話  | 懦弱的武靖與強勢的新娘           |                                                         | 辻真先            | 生頼昭憲 寒竹清隆   | 木暮輝夫          |
| 第38話  | 忍耐大會與試膽大會               |                                                         | 辻真先            | 今沢哲男            | 進藤満尾 端名貴勇 |
| 第39話  | 孝順餅與一百根蠟燭               |                                                         | 山崎忠昭          | 今沢哲男            | 端名貴勇          |
| 第40話  | 武士與池中的鯉魚                 |                                                         | 田村多津夫        | 矢吹公郎 寒竹清隆   | 森英樹            |
| 第41話  | 一杯茶與豪華宮殿                 |                                                         | 田代淳二          | 生頼昭憲            | 山口泰弘          |
| 第42話  | 不會叫的烏鴉與佛像               |                                                         | 田村多津夫        | 古沢日出夫          | 石黒育            |
| 第43話  | 淹大水與作弊                     |                                                         | 辻真先            | 石黒育 吉田健次郎   | 富永貞義          |
| 第44話  | 失蹤的晴天娃娃                   |                                                         | 松岡志奈          | 寒竹清隆            | 木暮輝夫          |
| 第45話  | 菊花與剩下的包子                 |                                                         | 高森マオ          | 今沢哲男            | 端名貴勇          |
| 第46話  | 將軍大人與劈柴                   |                                                         | 大川久男          | 古沢日出夫          | 石黒育            |
| 第47話  | 堺市與冒牌的一休                 |                                                         | 辻真先            | 生頼昭憲            | 山口泰弘          |
| 第48話  | 火災與消失的佛像                 |                                                         | 田代淳二          | 寒竹清隆            | 木暮輝夫          |
| 第49話  | 葫蘆與家族糾紛                   |                                                         | 山崎忠昭          | 今沢哲男            | 端名貴勇          |
| 第50話  | 珍禽異獸與危橋                   |                                                         | 福澤晃            | 古沢日出夫          | 石黒育            |
| 第51話  | 一休與武靖的和歌比賽             |                                                         | 辻真先            | 矢吹公郎 寒竹清隆   | 木暮輝夫          |
| 第52話  | 狐狸與尋寶                       |                                                         | 山崎大助          | 今沢哲男            | 端名貴勇          |
| 第53話  | 封印機智與歲暮時節               |                                                         | 田代淳二          | 古沢日出夫          | 石黒育            |
| 第54話  | 強壯的武靖與心愛的公主           |                                                         | 辻真先            | 生頼昭憲 寒竹清隆   | 木暮輝夫          |
| 第55話  | 逃跑的小鳥與調皮的公主           |                                                         | 辻真先            | 生頼昭憲            | 山口泰弘          |
| 第56話  | 頑固的老爺爺與厚道的武靖         |                                                         | 辻真先            | 今沢哲男            | 端名貴勇          |
| 第57話  | 迷信與烏鴉報恩                   |                                                         | 斉藤千恵子        | 古沢日出夫          | 石黒育            |
| 第58話  | 紙人偶與梅花                     |                                                         | 田代淳二          | 寒竹清隆            | 木暮輝夫          |
| 第59話  | 不會飛的鳥與討債人               |                                                         | 辻真先            | 生頼昭憲            | 山口泰弘          |
| 第60話  | 會說話的人偶與狐仙大人           |                                                         | 福澤晃            | 今沢哲男            | 山本福雄          |
| 第61話  | 紙門畫與鯉魚躍龍門               |                                                         | 山本真帆          | 古沢日出夫          | 石黒育            |
| 第62話  | 野鴨蔥與機智的將軍               |                                                         | 山崎忠昭          | 矢吹公郎 寒竹清隆   | 木暮輝夫          |
| 第63話  | 逃走的盛宴與櫻花                 |                                                         | 山本真帆          | 今沢哲男            | 山本福雄          |
| 第64話  | 花盆與米袋                       |                                                         | 辻真先            | 生頼昭憲            | 山口泰弘          |
| 第65話  | 調皮公主與光禿禿的松樹           |                                                         | 古沢日出夫        | 石黒育              |                   |
| 第66話  | 被拋棄的孩子與比較說謊           |                                                         | 田代淳二          | 寒竹清隆            | 木暮輝夫          |
| 第67話  | 鬧彆扭比賽與新娘子               |                                                         | 山崎忠昭          | 今沢哲男            | 山本福雄          |
| 第68話  | 杉木頭盔與摺紙和尚               |                                                         | 辻真先            | 古沢日出夫          | 石黒育            |
| 第69話  | 黃金佛像與將軍的禮物             |                                                         | 福澤晃            | 生頼昭憲 高山秀樹   | 山口泰弘          |
| 第70話  | 綁匪與貓咪大人                   |                                                         | 田代淳二          | 寒竹清隆            | 木暮輝夫          |
| 第71話  | 一人抬轎與十六鍋                 |                                                         | 田代淳二          | 今沢哲男            | 山本福雄          |
| 第72話  | 住持與寶貝的鬍子                 |                                                         | 大川久男          | 古沢日出夫          | 石黒育            |
| 第73話  | 借款與總兵大人的判決             |                                                         | 山崎忠昭          | 影山勇 寒竹清隆     | 木暮輝夫          |
| 第74話  | 調皮公主與煩悶的將軍             |                                                         | 辻真先            | 生頼昭憲            | 山口泰弘          |
| 第75話  | 體貼的一休與永平寺               |                                                         | 辻真先            | 今沢哲男            | 山本福雄          |
| 第76話  | 借來的錢與機智箱                 |                                                         | 田代淳二          | 古沢日出夫          | 石黒育            |
| 第77話  | 紗代與命運的紅線                 |                                                         | 大川久男          | 寒竹清隆            | 木暮輝夫          |
| 第78話  | 調皮公主與旱鴨子一休             |                                                         | 辻真先            | 古沢日出夫          | 鈴木幸雄          |
| 第79話  | 旋轉的雞蛋與奇妙的陀螺           |                                                         | 福澤晃            | 生頼昭憲            | 山口泰弘          |
| 第80話  | 牽牛花與一杯水                   |                                                         | 田代淳二          | 今沢哲男            | 山本福雄          |
| 第81話  | 訓誡與忍耐較勁                   |                                                         | 大川久男          | 古沢日出夫          | 石黒育            |
| 第82話  | 鸚鵡與千燈供養                   |                                                         | 田代淳二          | 寒竹清隆            | 木暮輝夫          |
| 第83話  | 丸子與奇怪的信                   |                                                         | 石田悠            | 矢吹公郎 吉沢高志   | 森利夫            |
| 第84話  | 蘿蔔問答與一日和尚               |                                                         | 辻真先            | 新田義方            | 新田敏夫          |
| 第85話  | 紙繩與懶惰蟲六助                 |                                                         | 田代淳二          | 今沢哲男            | 山本福雄          |
| 第86話  | 木頭少爺與調皮公主               |                                                         | 辻真先            | 古沢日出夫          | 鈴木幸雄          |
| 第87話  | 小氣和尚與一文錢                 |                                                         | 田代淳二          | 生頼昭憲            | 山口泰弘          |
| 第88話  | 怪盜與龍淚石                     |                                                         | 福澤晃            | 寒竹清隆            | 木暮輝夫          |
| 第89話  | 大餐與活著的傘                   |                                                         | 田代淳二          | 新田義方            | 富永貞義          |
| 第90話  | 漏雨與手推車                     |                                                         | 田代淳二          | 今沢哲男            | 山本福雄          |
| 第91話  | 蛇與松茸小偷                     |                                                         | 田代淳二          | 古沢日出夫          | 石黒育            |
| 第92話  | 受歡迎的麗心與坎坷的一休         |                                                         | 辻真先            | 寒竹清隆            | 木暮輝夫          |
| 第93話  | 壞心眼的何老闆與病倒的一休       |                                                         | 辻真先            | 白土武              | 白土武            |
| 第94話  | 琉璃壺與一尺木板                 |                                                         | 金春智子          | 生頼昭憲            | 山口泰弘          |
| 第95話  | 骸骨與抗命的一休                 |                                                         | 辻真先            | 今沢哲男            | 山本福雄          |
| 第96話  | 迷信與龍的禮物                   |                                                         | 田代淳二          | 寒竹清隆            | 木暮輝夫          |
| 第97話  | 初雪與三隻小狗                   |                                                         | 田代淳二          | 古沢日出夫          | 田島実            |
| 第98話  | 頑固老爺爺與狗的報恩             |                                                         | 大川久男          | 新田義方            | 富永貞義          |
| 第99話  | 天大的謊言與莫大的禮物           |                                                         | 田代淳二          | 今沢哲男            | 山本福雄          |
| 第100話 | 一休的初夢與調皮公主             |                                                         | 辻真先            | 寒竹清隆            | 木暮輝夫          |
| 第101話 | 兩匹馬與有能力的老鷹             |                                                         | 辻真先            | 白土武              | 白土武            |
| 第102話 | 遷村與移山                       |                                                         | 金春智子          | 古沢日出夫          | 石黒育            |
| 第103話 | 雪人與捨獲的錢包                 |                                                         | 田代淳二          | 白土武              | 白土武            |
| 第104話 | 長草鞋與兄弟鬩牆                 |                                                         | 田代淳二          | 生頼昭憲            | 山口泰弘          |
| 第105話 | 白天的燈籠與黑色的橘子           |                                                         | 大川久男          | 新田義方            | 石黒育            |
| 第106話 | 劍術與力氣較量                   |                                                         | 福澤晃            | 新田義方            | 富永貞義          |
| 第107話 | 大花瓶與誤會                     |                                                         | 田代淳二          | 寒竹清隆            | 木暮輝夫          |
| 第108話 | 機智對決與善解人意               |                                                         | 福澤晃            | 今沢哲男            | 山本福雄          |
| 第109話 | 被波及的禍端與大頭目             |                                                         | 田代淳二          | 古沢日出夫          | 石黒育            |
| 第110話 | 被押的船與飯糰                   |                                                         | 田代淳二          | 今沢哲男            | 山本福雄          |
| 第111話 | 機智將軍與南蠻時鐘               |                                                         | 田代淳二          | 寒竹清隆            | 木暮輝夫          |
| 第112話 | 賞花與撿到的錢                   |                                                         | 田代淳二          | 白土武              | 白土武            |
| 第113話 | 生的食物與油紙傘連署             |                                                         | 田代淳二          | 新田義方            | 石黒育            |
| 第114話 | 整人箱與臨時湊合的三人行         |                                                         | 辻真先            | 今沢哲男            | 端名貴勇          |
| 第115話 | 馬的澡堂與菖蒲的節日             |                                                         | 田代淳二          | 寒竹清隆            | 木暮輝夫          |
| 第116話 | 調皮公主與遊玩對象               |                                                         | 藤川桂介          | 生頼昭憲            | 山口泰弘          |
| 第117話 | 倒立與大力士                     |                                                         | 田代淳二          | 白土武              | 白土武            |
| 第118話 | 馬的角與許多飯糰                 |                                                         | 金春智子          | 新田義方            | 富永貞義          |
| 第119話 | 雷公與尿床的一休                 |                                                         | 山浦弘靖          | 古沢日出夫          | 松本清            |
| 第120話 | 總兵大人與公主的愛               |                                                         | 辻真先            | 今沢哲男            | 山本福雄          |
| 第121話 | 麗心小姐與舊的借據               |                                                         | 田代淳二          | 寒竹清隆            | 木暮輝夫          |
| 第122話 | 自戀的少主與太鼓聲               |                                                         | 辻真先            | 白土武              | 白土武            |
| 第123話 | 不動的轎子與會動的畫             |                                                         | 辻真先            | 石黒育              | 黒石竜            |
| 第124話 | 雨蛙與剩下的一文錢               |                                                         | 田代淳二          | 生頼昭憲            | 山口泰弘          |
| 第125話 | 大盜與機智大師                   |                                                         | 藤川桂介          | 寒竹清隆            | 木暮輝夫          |
| 第126話 | 便宜的和服與昂貴的樹蔭           |                                                         | 金春智子          | 古沢日出夫          | 松本清            |
| 第127話 | 為什麼小弟與晴天娃娃             |                                                         | 山浦弘靖          | 今沢哲男            | 山本福雄          |
| 第128話 | 任性的將軍與小猴子的劍術         |                                                         | 藤川桂介          | 新田義方            | 富永貞義          |
| 第129話 | 調皮公主與麗心的孝心             |                                                         | 辻真先            | 白土武              | 白土武            |
| 第130話 | 炎熱的坡道與冷汗將軍             |                                                         | 雨宮雄児          | 寒竹清隆            | 木暮輝夫          |
| 第131話 | 西瓜小偷與知名的審判             |                                                         | 田代淳二          | 石黒育              | 黒石竜            |
| 第132話 | 螢火蟲與幽靈公主                 |                                                         | 山浦弘靖          | 生頼昭憲            | 山口泰弘          |
| 第133話 | 沒母親的孩子與候鳥               |                                                         | 田代淳二          | 寒竹清隆            | 木暮輝夫          |
| 第134話 | 鄰居的花與小孩吵架               |                                                         | 大川久男          | 古沢日出夫          | 松本清            |
| 第135話 | 傀儡娃娃與鬼面具                 |                                                         | 藤川桂介          | 今沢哲男            | 山本福雄          |
| 第136話 | 調皮公主與豪傑嬰孩               |                                                         | 辻真先            | 白土武              | 白土武            |
| 第137話 | 兩隻貓與欲速則不達               |                                                         | 田代淳二          | 石黒育              | 松本清            |
| 第138話 | 漫畫老人與小雞一休               |                                                         | 藤川桂介          | 寒竹清隆            | 木暮輝夫          |
| 第139話 | 為什麼小弟與為什麼騷動           |                                                         | 山浦弘靖          | 今沢哲男            | 山本福雄          |
| 第140話 | 將軍感冒與化為水的老鷹           |                                                         | 藤川桂介          | 寒竹清隆            | 木暮輝夫          |
| 第141話 | 何老闆與一加一                   |                                                         | 金春智子          | 生頼昭憲            | 山口泰弘          |
| 第142話 | 眾人的機智與溫泉之旅             |                                                         | 辻真先            | 白土武              | 白土武            |
| 第143話 | 熬夜的將軍與一休的良藥           |                                                         | 大川久男          | 石黒育              | 松本清            |
| 第144話 |                                  |                                                         | 大川久男          | 今沢哲男            | 山本福雄          |
| 第145話 | 官差的考試與飛走的答案卷         |                                                         | 田代淳二          | 寒竹清隆            | 木暮輝夫          |
| 第146話 | 吝嗇將軍與搗年糕大會             |                                                         | 田代淳二          | 古沢日出夫          | 松本清            |
| 第147話 | 調皮公主與消失的將軍             |                                                         | 辻真先            | 生頼昭憲            | 山口泰弘          |
| 第148話 | 變出錢的樹與會酒醉               |                                                         | 大川久男          | 寒竹清隆            | 木暮輝夫          |
| 第149話 | 為什麼小弟與調皮公主             |                                                         | 辻真先            | 白土武              | 白土武            |
| 第150話 | 貓大人與鬍鬚騷動                 |                                                         | 山浦弘靖          | 今沢哲男            | 山本福雄          |
| 第151話 | 女性氣質與男子氣慨               |                                                         | 田代淳二          | 生頼昭憲            | 高橋信也          |
| 第152話 | 近江八景與禍從口出               |                                                         | 田代淳二          | 新田義方            | 富永貞義          |
| 第153話 | 勝負的心魔與機智劍法             |                                                         | 金春智子          | 寒竹清隆            | 木暮輝夫          |
| 第154話 | 女兒節人偶與晴天娃娃             |                                                         | 田代淳二          | 石黒育              | 松本清            |
| 第155話 | 雪女與綁架犯                     |                                                         | 山浦弘靖          | 白土武              | 白土武            |
| 第156話 | 一日官差與一休人偶               |                                                         | 大川久男          | 今沢哲男            | 山本福雄          |
| 第157話 | 將軍大人與祝賀的麻糬             | [将軍様とお祝餅] 错误：{{Lang}}：无效参数：\|4=（帮助） | 寒竹清隆          | 木暮輝夫            |                   |
| 第158話 | 兩女比美                         |                                                         | 辻真先            | 生頼昭憲            | 山口泰弘          |
| 第159話 | 花祭的聯想                       |                                                         | 田代淳二          | 寒竹清隆            | 木暮輝夫          |
| 第160話 | 偷雞不著蝕把米                   |                                                         | 田代淳二          | 白土武              | 白土武            |
| 第161話 | 新娘的媽媽與小妍夢想的新娘       |                                                         | 山浦弘靖          | 寒竹清隆            | 細田義男          |
| 第162話 | 運動會與小與尚們                 |                                                         | 大川久男          | 今沢哲男            | 山本福雄          |
| 第163話 | 長佛珠與損失的一文錢             |                                                         | 田代淳二          | 石黒育              | 松本清            |
| 第164話 | 留守的將軍與刁難的問答           |                                                         | 大川久男          | 寒竹清隆            | 木暮輝夫          |
| 第165話 | 鎌倉與長得像小妍的女孩           |                                                         | 山浦弘靖          | 白土武              | 白土武            |
| 第166話 | 歸來的一休與消失的調皮公主       |                                                         | 辻真先            | 寒竹清隆            | 木暮輝夫          |
| 第167話 | 一個女兒與三個女婿               |                                                         | 大川久男          | 今沢哲男            | 山本福雄          |
| 第168話 | 便宜的孔雀與紙包的火             |                                                         | 山本真帆          | 生頼昭憲            | 細田義男          |
| 第169話 | 調皮公主與海渦騷動               |                                                         | 山浦弘靖          | 石黒育              | 松本清            |
| 第170話 | 撿到的孩子與道後溫泉             |                                                         | 辻真先            | 白土武              | 白土武            |
| 第171話 | 琵琶法師與源平之戰               |                                                         | 田代淳二          | 生頼昭憲            | 細田義男          |
| 第172話 | 地獄阪與天神                     |                                                         | 大川久男          | 今沢哲男            | 山本福雄          |
| 第173話 | 會說話的熊                       |                                                         | 藤川桂介          | 寒竹清隆            | 木暮輝夫          |
| 第174話 | 無聊的將軍                       |                                                         | 辻真先            | 今沢哲男            | 山本福雄          |
| 第175話 | 地獄的亡靈與鍋子裡的將軍大人     |                                                         | 田代淳二          | 寒竹清隆            | 木暮輝夫          |
| 第176話 | 將軍大人的暑假                   |                                                         | 山浦弘靖          | 石黒育              | 松本清            |
| 第177話 | 調皮的公主與小調皮               |                                                         | 辻真先            | 白土武              | 白土武            |
| 第178話 | 小和尚們戲水                     |                                                         | 大川久男          | 生頼昭憲            | 細田義男          |
| 第179話 | 麻煩將軍與打破的杯子             |                                                         | 金春智子          | 今沢哲男            | 山本福雄          |
| 第180話 | 修念師兄與情書事件               |                                                         | 山浦弘靖          | 寒竹清隆            | 木暮輝夫          |
| 第181話 | 和將軍大人鬥智                   |                                                         | 金春智子          | 石黒育              | 松本清            |
| 第182話 | 母親大人的計謀                   |                                                         | 田代淳二          | 白土武              | 白土武            |
| 第183話 | 默念與山中修行僧侶比機智         |                                                         | 田代淳二          | 寒竹清隆            | 木暮輝夫          |
| 第184話 | 驕傲的一休與將軍挑戰的故事       |                                                         | 金春智子          | 宮崎信也            | 細田義男          |
| 第185話 | 漏水與西北雨                     |                                                         | 山浦弘靖          | 今沢哲男            | 山本福雄          |
| 第186話 | 謎題與愛吃的陳念                 |                                                         | 辻真先            | 石黒育              | 松本清            |
| 第187話 | 狸貓之爭                         |                                                         | 田代淳二          | 寒竹清隆            | 木暮輝夫          |
| 第188話 | 調皮公主與選美比賽               |                                                         | 辻真先            | 白土武              | 白土武            |
| 第189話 | 投胎轉世與看書的貓               |                                                         | 大川久男          | 宮崎信也            | 細田義男          |
| 第190話 | 兩個一休與假貨事件               |                                                         | 山浦弘靖          | 今沢哲男            | 山本福雄          |
| SP      |                                  |                                                         |                   |                     |                   |
| 第191話 | 高額的商品與機智通行費           |                                                         | 金春智子          | 石黒育              | 松本清            |
| 第192話 | 生氣的小玉跟沮喪的何老闆         |                                                         | 藤川桂介          | 寒竹清隆            | 木暮輝夫          |
| 第193話 | 麗心小姐的遇險記                 |                                                         | 辻真先            | 白土武              | 白土武            |
| 第194話 | 奶奶的啟示                       |                                                         | 筒井ともみ        | 宮崎信也            | 細田義男          |
| 第195話 | 怕冷的將軍大人與雪地的一休       |                                                         | 大川久男          | 今沢哲男            | 山本福雄          |
| 第196話 | 林大人的遺產與七匹馬             |                                                         | 田代淳二          | 石黒育              | 松本清            |
| 第197話 | 小偷與哭泣的何老闆               |                                                         | 田代淳二          | 寒竹清隆            | 木暮輝夫          |
| 第198話 | 調皮的露姬公主與謠言             |                                                         | 辻真先            | 白土武              | 白土武            |
| 第199話 | 金佛像與被利用的秀念             |                                                         | 田代淳二          | 寒竹清隆            | 細田義男          |
| 第200話 | 總兵大人的失敗與裸體將軍         |                                                         | 大川久男          | 今沢哲男            | 我妻宏            |
| 第201話 | 作夢風波                         |                                                         | 田代淳二          | 石黒育              | 石黒育            |
| 第202話 | 總兵大人的勇氣                   |                                                         | 田代淳二          | 白土武              | 白土武            |
| 第203話 | 被騙的將軍大人                   |                                                         | 大川久男          | 寒竹清隆            | 木暮輝夫          |
| 第204話 | 沒用的東西與小與尚               |                                                         | 山浦弘靖          | 寒竹清隆            | 細田義男          |
| 第205話 | 真假將軍                         |                                                         | 田代淳二          | 石黒育              | 石黒育            |
| 第206話 | 賞花與小氣鬼將軍                 |                                                         | 大川久男          | 白土武              | 白土武            |
| 第207話 | 逃走的鰻魚與溺水的河童           |                                                         | 田代淳二          | 寒竹清隆            | 木暮輝夫          |
| 第208話 | 心愛公主的相親騷動               |                                                         | 山浦弘靖          | 寒竹清隆            | 細田義男          |
| 第209話 | 調皮公主的新娘課程               |                                                         | 辻真先            | 永樹凡人            | 細田義男          |
| 第210話 | 大將軍與大狐狸何老闆             |                                                         | 大川久男          | 石黒育              | 石黒育            |
| 第211話 | 長疹子的將軍                     |                                                         | 田代淳二          | 寒竹清隆            | 木暮輝夫          |
| 第212話 | 小妍的眼淚與金鴿子               |                                                         | 筒井ともみ        | 永樹凡人            | 白土武            |
| 第213話 | 麗心的親事與吃醋的秀念           |                                                         | 田代淳二          | 寒竹清隆            | 細田義男          |
| 第214話 | 文字遊戲與將軍的守護神           |                                                         | 辻真先            | 永樹凡人            | 細田義男          |
| 第215話 | 將軍的厄運與罕見的鳥             |                                                         | 大川久男          | 石黒育              | 石黒育            |
| 第216話 | 遺失的扇子與紅雲                 |                                                         | 福澤晃            | 寒竹清隆            | 木暮輝夫          |
| 第217話 | 掛軸與消失的白馬                 |                                                         | 金子武郎          | 白土武              | 白土武            |
| SP      |                                  |                                                         |                   |                     |                   |
| 第218話 | 解僱奉行鎖與損失慘重的何老闆     |                                                         | 田代淳二          | 寒竹清隆            | 細田義男          |
| 第219話 | 三隻鳥                           |                                                         | 大川久男          | 石黒育              | 石黒育            |
| 第220話 | 調皮公主與振作的將軍             |                                                         | 辻真先            | 寒竹清隆            | 木暮輝夫          |
| 第221話 | 寶壺與大蛇山                     |                                                         | 大川久男          | 永樹凡人            | 細田義男          |
| 第222話 | 歪理大賽                         |                                                         | 大川久男          | 白土武              | 白土武            |
| 第223話 | 尋佛記                           |                                                         | 田代淳二          | 石黒育              | 石黒育            |
| 第224話 |                                  |                                                         | 金子武郎          | 寒竹清隆            | 細田義男          |
| 第225話 | 惡作劇的猴子與變成鳥的兔子       |                                                         | 福澤晃            | 永樹凡人            | 木暮輝夫          |
| 第226話 | 琵琶湖的鯰魚與避難袋             |                                                         | 金子武郎          | 寒竹清隆            | 細田義男          |
| 第227話 | 騙人的將軍與一休的扇子           |                                                         | 大川久男          | 白土武              | 白土武            |
| 第228話 | 調皮公主與割稻季節               |                                                         | 辻真先            | 永樹凡人            | 木暮輝夫          |
| 第229話 | 小孩半價與垃圾將軍               |                                                         | 大川久男          | 寒竹清隆            | 菊池城二          |
| 第230話 | 孝順與騎馬比賽                   |                                                         | 金子武郎          | 石黒育              | 石黒育            |
| 第231話 | 想要鸚鵡的將軍                   |                                                         | 田代淳二          | 寒竹清隆            | 細田義男          |
| 第232話 | 回鄉探親                         |                                                         | 田代淳二          | 石黒育              | 石黒育            |
| 第233話 | 調皮公主過新年                   |                                                         | 田代淳二          | 生頼昭憲            | 木暮輝夫          |
| 第234話 | 明國的大臣與老木匠               |                                                         | 福澤晃            | 白土武              | 白土武            |
| 第235話 | 頑固和尚與竹筍將軍               |                                                         | 大川久男          | 寒竹清隆            | 細田義男          |
| 第236話 | 會說話的藥與智慧饅頭             |                                                         | 大川久男          | 寒竹清隆            | 菊池城二          |
| 第237話 | 下雪與小妍的梳子                 |                                                         | 田代淳二          | 白土武              | 白土武            |
| 第238話 | 比機智與將軍的墨寶               |                                                         | 大川久男          | 永樹凡人            | 木暮輝夫          |
| 第239話 | 調皮公主鬧雙胞                   |                                                         | 辻真先            | 石黒育              | 松本清            |
| 第240話 | 懶惰將軍與自動建身機             |                                                         | 田代淳二          | 寒竹清隆            | 細田義男          |
| 第241話 | 白酒風波                         |                                                         | 田代淳二          | 白土武              | 白土武            |
| 第242話 | 木馬與被縛的將軍                 |                                                         | 田代淳二          | 永樹凡人            | 木暮輝夫          |
| 第243話 | 假新郎與不見的佛珠               |                                                         | 辻真先            | 石黒育              | 松本清            |
| 第244話 | 無聊的將軍與隱形的貢獻品         |                                                         | 大川久男          | 寒竹清隆            | 細田義男          |
| 第245話 | 超級小偷與下雪的秘密             |                                                         | 辻真先            | 永樹凡人            | 木暮輝夫          |
| SP      |                                  |                                                         |                   |                     |                   |
| 第246話 | 賞花酒與酒鬼醫生                 |                                                         | 大川久男          | 鈴木幸雄            | 松本清            |
| 第247話 | 狡猾的何老闆與猴子的復仇         |                                                         | 大川久男          | 寒竹清隆            | 上村栄司          |
| 第248話 | 夢幻水墨畫與比機智               |                                                         | 白石幸男          | 永樹凡人            | 木暮輝夫          |
| 第249話 | 難得的墨與何老闆的囤貨事件       |                                                         | 田代淳二          | 生頼昭憲            | 白土武            |
| 第250話 | 調皮公主與頑固的殿下             |                                                         | 辻真先            | 石黒育              | 石黒育            |
| 第251話 | 蘭花與將軍的賀禮                 |                                                         | 田代淳二          | 寒竹清隆            | 細田義男          |
| 第252話 | 火鯽魚與競標的將軍               |                                                         | 田代淳二          | 寒竹清隆            | 上村栄司          |
| 第253話 | 智慧女孩與葦手書                 |                                                         | 白石幸男          | 永樹凡人            | 木暮輝夫          |
| 第254話 | 飛走的鷹與機智吹笛子             |                                                         | 田代淳二          | 白土武              | 白土武            |
| 第255話 | 鬧脾氣的將軍與理髮師一休         |                                                         | 大川久男          | 鈴木幸雄            | 石黒育            |
| 第256話 | 說謊與四位調皮公主               |                                                         | 辻真先            | 寒竹清隆            | 細田義男          |
| 第257話 | 一日養女與玩黏土                 |                                                         | 辻真先            | 永樹凡人            | 木暮輝夫          |
| 第258話 | 飛上天的白兔與月亮               |                                                         | 田代淳二          | 寒竹清隆            | 上村栄司          |
| 第259話 | 金錢糾紛與一休的裁決             |                                                         | 大川久男          | 白土武              | 白土武            |
| 第260話 | 山中小屋與暴風雨                 |                                                         | 辻真先            | 石黒育              | 石黒育            |
| 第261話 | 歸故鄉                           |                                                         | 田代淳二          | 矢吹公郎            | 木暮輝夫          |
| 第262話 | 招牌之爭與尋找真正的小偷         |                                                         | 大川久男          | 寒竹清隆            | 細田義男          |
| 第263話 | 遠來的客人與傷腦筋的師父         |                                                         | 田代淳二          | 寒竹清隆            | 上村栄司          |
| 第264話 | 秀念的機智與七福神盜賊           |                                                         | 白石幸男          | 永樹凡人            | 木暮輝夫          |
| 第265話 | 貪心的轎夫                       |                                                         | 辻真先 小柳順治   | 鈴木幸雄            | 石黒育            |
| 第266話 | 驕傲的李武靖與天氣預報           |                                                         | 辻真先 田中理絵子 | 永樹凡人            | 白土武            |
| 第267話 | 絕食比賽與犯錯的將軍             |                                                         | 田代淳二          | 矢吹公郎            | 石黒育            |
| 第268話 |                                  |                                                         | 田代淳二          | 寒竹清隆            | 木暮輝夫          |
| 第269話 | 油燈與何老闆的獨門生意           |                                                         | 田代淳二          | 寒竹清隆            | 細田義男          |
| 第270話 | 父女與有名的判決                 |                                                         | 田代淳二          | 永樹凡人            | 木暮輝夫          |
| 第271話 | 海盜與十年的友情                 |                                                         | 田代淳二          | 寒竹清隆            | 上村栄司          |
| 第272話 | 調皮公主與末姬公主               |                                                         | 辻真先            | 石黒育              | 石黒育            |
| 第273話 |                                  |                                                         | 田代淳二          | 白土武              | 白土武            |
| SP      |                                  | [ 2 ]                                                   |                   |                     |                   |
| 第274話 | 調皮公主與任性的修行             |                                                         | 筒井ともみ        | 生頼昭憲            | 木暮輝夫          |
| 第275話 | 不能說話的小妍與誤會             |                                                         | 田代淳二          | 永樹凡人            | 細田義男          |
| 第276話 | 將軍大人的水與掉進井裡的貓       |                                                         | 辻真先            | 鈴木幸雄            | 石黒育            |
| 第277話 | 大師的智慧與斷絕跟一休的關係     |                                                         | 田代淳二          | 白土武              | 白土武            |
| 第278話 | 大雪與貪心的何老闆               |                                                         | 田代淳二          | 寒竹清隆            | 石黒育            |
| 第279話 | 卸下的招牌與將軍的夢             |                                                         | 田代淳二          | 永樹凡人            | 細田義男          |
| 第280話 | 復原的何老闆與撕毀的借據         |                                                         | 駒田博之          | 寒竹清隆            | 木暮輝夫          |
| 第281話 | 動怒的李武靖與開除部下的將軍大人 |                                                         | 田代淳二          | 石黒育              | 石黒育            |
| 第282話 | 市場擺攤子與一坪土地             |                                                         | 田代淳二          | 白土武              | 白土武            |
| 第283話 | 尿床的一休與李武靖的機智         |                                                         | 田代淳二          | 寒竹清隆            | 石黒育            |
| 第284話 | 調皮公主與霞之宴                 |                                                         | 辻真先            | 石黒育              | 木暮輝夫          |
| 第285話 | 將軍大人的愛貓                   |                                                         | 田代淳二          | 鈴木幸雄            | 石黒育            |
| 第286話 | 戀愛了的何老闆與誤解             |                                                         | 田代淳二          | 古沢日出夫          | 木暮輝夫          |
| 第287話 | 理髮師一休與眼花撩亂的屏風       |                                                         | 大川久男          | 寒竹清隆            | 石黒育            |
| 第288話 | 無法行走的女孩與母親的訓示       |                                                         | 田代淳二          | 白土武              | 白土武            |
| 第289話 | 麗心小姐的夫婿與嫉妒的秀念       |                                                         | 田代淳二          | 矢吹公郎            | 松本清            |
| 第290話 | 割麥與無底的水桶                 |                                                         | 大川久男          | 石黒育              | 木暮輝夫          |
| 第291話 | 被捉弄的總兵大人與末姬公主       |                                                         | 田代淳二          | 寒竹清隆            | 石黒育            |
| 第292話 | 花錢買東西吃的調皮公主           |                                                         | 辻真先            | 白土武              | 白土武            |
| 第293話 | 漏雨的安國寺與意外之財           |                                                         | 田代淳二          | 鈴木幸雄            | 石黒育            |
| 第294話 | 燒焦的飯與嫉妒的一休             |                                                         | 田代淳二          | 石黒育              | 木暮輝夫          |
| 第295話 | 坐牢的李武靖與報復的一休         |                                                         | 田代淳二          | 寒竹清隆            | 木暮輝夫          |
| 第296話 | 妈妈！朋友们！安国寺！再见了     |                                                         | 田代淳二          | 矢吹公郎            | 松本清            |

## 播出時間

### 中国大陆
- 辽宁儿童艺术剧院分别在1983年和1988年翻译了原剧集的前104集，1997年译制了余下的部分，在大陆播出之后引起广泛好评。

### 香港
- 1980年代於麗的電視放映，1995年及2009年於易名後的亞洲電視本港台重映；而沈小蘭、陳永信已在1994年轉職無綫電視。1987年亞視總部大火燒毀了舊的粵語配音版，1995年及2009年本港台重映的粵語配音版是新配的[3]。

### 台灣
- 華視於1995年9月2日至1998年6月27日首播。
- 木喬傳播經營的心動頻道於1996年8月1日首播。
- 中視衛星經營的中視二台自1997年4月4日（中視二台開播日）起首播。
- 衛視中文台自1999年3月18日起重播。
- 客家電視台於每週一到週五下午五點半播放客家語配音版。

## 劇場版

### 日本
- 1976年3月20日：一休さん：第1話のブローアップ版。
- 1976年7月22日：一休さん 虎たいじ：第5話のブローアップ版。
- 1976年12月19日：一休さん おねしょお姫さま：第13話のブローアップ版。
- 1977年3月19日：一休さん ちえくらべ。
- 1978年3月18日：機靈小和尚之刁蠻公主（。
- 1981年3月14日：一休さん 春だ!やんちゃ姫。

### 中國大陸
- 2014年4月30日：聰明的一休之反斗公主。[4]

劇情
芙蓉国公主玉蘭來到日本，要與日本最聰明的人比拼智力，一休受義滿將軍之託參加比賽，輸了比賽的公主堅持要嫁給一休，一休只得將她帶到安國寺生活，希望公主知難而退，豈料公主應付得當。明朝皇帝送給義滿將軍的寶物被大盜紅貓偷去。而大盜紅貓的真實身份是一休在外修行時結識的朋友赤太郎。赤太郎一家共兄弟姊妹七人，為撫養弟妹和救濟貧民，他以偷盜為生，後來巧遇結緣公主玉蘭。赤太郎被新右衛門抓到，死刑在即。公主玉蘭與一休十分同情赤太郎，施計救他，在義滿將軍再次智力比拼中獲勝，最後赤太郎發誓不再做盜賊。之後在一休與他的同伴唱一首《安國寺之歌》與公主告別。
演员表
- 一休：王曉燕 配音
- 玉蘭：羅玉娟 配音
- 小太郎： 李正翔配音
- 新佑衛門：張欣 配音
- 將軍（足利義滿）：劉北辰配音
- 小葉子：王曉彤配音
- 住持（外鑒）：劉彬配音

歌曲
- 主題曲:《聰明的一休》（國語版）、《安國寺之歌》（國語版）

主唱：張子祺
- 插曲：《給媽媽的信》

## 外部連結
- 互联网电影数据库（IMDb）上《一休和尚》的资料（英文）
- 互联网电影数据库（IMDb）上《一休和尚之反斗公主》的资料（英文）